# 亀井敬之
亀井 敬之（かめい よしゆき、1934年11月9日 - ）は、日本の経営者、銀行家。泉州銀行頭取を務めた。

## 経歴
和歌山県和歌山市出身。1957年に東京大学法学部を卒業し、同年に大蔵省に入省。1982年6月に関東信越国税局長、1985年6月に大臣官房審議官、1986年6月に造幣局長、1987年7月に住宅金融公庫理事を経て、1989年6月には泉州銀行専務に就任。1992年5月に副頭取を経て、1993年3月には頭取に就任。1999年6月に会長を経て、2000年6月には相談役に就任。
2007年4月に瑞宝中綬章を受章。